# Hewlett Packard Enterprise
Hewlett Packard Enterprise Company, comúnmente conocida como HPE, es una empresa multinacional estadounidense de tecnologías de información empresarial con sede en San José, California, fundada el 1 de noviembre de 2015 como parte de la división de la compañía Hewlett-Packard. HPE es una organización enfocada en el negocio con dos divisiones: Enterprise Group, que trabaja en servidores, almacenamiento, redes, consultoría y soporte, y Servicios financieros. El 4 de diciembre, HPE reportó ingresos netos para el año fiscal 2018 de US$30.900 millones, un 7 % más que en el período del año anterior. 
La división se estructuró para que la antigua empresa Hewlett-Packard cambiara su nombre a HP Inc. y se separara de Hewlett Packard Enterprise como una compañía recién creada. HP Inc. conservó el antiguo negocio de computadoras personales e impresión de HP, así como su historial de precios de acciones y el símbolo original de la bolsa de Nueva York para Hewlett-Packard, además del logo; La empresa cotiza bajo su propio símbolo de ticker: HPE. Según las notas de 2015, los ingresos de HPE fueron ligeramente inferiores a los de HP Inc. En 2017, escindió su negocio de Servicios Empresariales y lo fusionó con Computer Sciences Corporation para convertirse en DXC Technology. También escindió su negocio de software y lo fusionó con Micro Focus. HPE ocupó el puesto número 107 en la lista Fortune 500 de 2018 de las corporaciones más grandes de los Estados Unidos por ingresos totales.

## Nombre
El nombre completo de la empresa es Hewlett Packard Enterprise Company, abreviado como HPE, que elimina el guion que existía anteriormente entre "Hewlett" y "Packard" de la antigua Hewlett-Packard Company. Durante y desde la separación, muchos medios de comunicación han nombrado incorrectamente a la nueva organización y algunos utilizan "HP Enterprises"  o "HP Enterprise".

## Historia
En mayo de 2016, la compañía anunció que vendería su división de servicios empresariales a uno de sus competidores, Computer Sciences Corporation, en un acuerdo valorado en US$8.500 millones. La fusión de HPE Enterprise Services con CSC, para formar una nueva compañía DXC Technology, se completó el 10 de marzo de 2017. Aproximadamente 100,000 empleados actuales de HPE están afectados. Más de 30,000 empleados de servicios de otras áreas del negocio de HPE permanecerán en HPE, incluido el soporte de servicios de tecnología y consultoría, así como servicios profesionales de software.     
En agosto de 2016, la compañía anunció planes para adquirir Silicon Graphics International (SGI), conocida por sus capacidades en informática de alto rendimiento. El 1 de noviembre de 2016, HPE anunció que completó la adquisición, por US$7,75 por acción en efectivo,  una transacción valorada en aproximadamente US$275 million, neto de efectivo y deuda.  
El 7 de septiembre de 2016, HPE anunció una "fusión" con Micro Focus, donde Micro Focus adquiriría su software "no básico", y los accionistas de HPE poseerían el 50,1 por ciento de la compañía fusionada, que conservaría su nombre actual. La fusión concluyó el 1 de septiembre de 2017.
En noviembre de 2016, PC World escribió "HPE, y antes de eso, Hewlett-Packard, no pudo desarrollar herramientas de middleware para realmente hacer mella en el mercado de software, donde otras compañías como IBM, SAP y Oracle están sobresaliendo" y que "sin las principales líneas de productos de software, las ofertas integradas de HPE no serán tan fuertes como los competidores como Dell, que tienen los activos de software y hardware", y agregó que "si todo lo que HPE está haciendo en este momento se está centrando principalmente en el hardware, usted tiene preguntar cuál es el final del juego aquí ".
En septiembre de 2016, Hewlett Packard Enterprise transfirió dos patentes a una compañía fantasma de propiedad total con sede en Texas, Plectrum LLC. Estas dos patentes se originaron en la compañía 3Com, que fue comprada por HP en 2010, junto con unas 1.400 patentes. Patente de los Estados Unidos Núm. 6,205,149  se titula "Mecanismo y aparato de control de calidad de servicio", mientras que la Patente de los Estados Unidos Núm. 5,978,951  describe el uso de una "unidad de administración de caché de alta velocidad" que reemplaza algunos sistemas basados en software con hardware para reducir el tiempo de latencia.     
El 11 de abril de 2017, se informó que Synack había recaudado US$21 millones en una ronda de financiación que incluyó a Hewlett Packard Enterprise.
En enero de 2017, la compañía adquirió la plataforma de gestión de datos SimpliVity, el desarrollador del dispositivo de infraestructura hiperconvergente OmniCube, por US US$650 millones.
En abril de 2017, Hewlett Packard Enterprise completó la adquisición de la compañìa de almacenamiento flash-híbrido y todo-flash, Nimble Storage Inc, por US$1.200 millones o US$12,50 por acción. En octubre, Reuters informó que la compañía había permitido que una agencia de defensa rusa examinara un sistema de defensa cibernética utilizado por el Pentágono. El informe señaló: "Seis ex funcionarios de inteligencia de EE. UU., así como ex empleados de ArcSight [Hewlett Packard Enterprise] y expertos en seguridad independientes, dijeron que la revisión del código fuente podría ayudar a Moscú a descubrir debilidades en el software, lo que podría ayudar a los atacantes a cegar a los militares de EE. UU. un ciberataque ".
En noviembre de 2017, Meg Whitman anunció que renunciará como CEO, después de seis años al frente de HP y HPE, señaló que el 1 de febrero de 2018 Antonio Neri se convirtió oficialmente en Presidente y Director Ejecutivo de HPE. El anuncio creó una controversia que condujo a una caída del 6% en el precio de las acciones, que se recuperó rápidamente durante los próximos días.
En junio de 2018, Hewlett Packard Enterprise lanzó un servicio de nube híbrida llamado GreenLake Hybrid Cloud, que se basa en la oferta SaaS de administración de la nube OneSphere de HPE. GreenLake Hybrid Cloud está diseñado para proporcionar capacidades de administración de la nube, control de costos y control de cumplimiento, y se ejecutará en AWS y Microsoft Azure.
En febrero de 2019, Meg Whitman anunció que no buscará la reelección a la junta directiva, terminando su participación profesional en HPE.
En mayo de 2019, Hewlett Packard Enterprise anunció planes para adquirir Cray por casi US$1.300 millones o US$35 por acción, poco después de que Cray obtuviera US$600 millones por un contrato al Departamento de Energía de EE. UU. para suministrar la supercomputadora Frontier al Laboratorio Nacional de Oak Ridge en 2021.

## Productos
- Intelligent Edge: ProCurve, 3Com, Aruba Networks.
- Hybrid IT: HPE 3PAR, Nimble Storage, HP XP, HPE GreenLake Hybrid Cloud, ProLiant, Edgeline, HPE Integrity Servers, NonStop, HPE Superdome, Apollo (High-Performance Computing), Cloudline, Synergy, Simplivity (HyperConvergence), OneView, OneSphere, Communications & Media Solutions
- HPE Server: ProLiant, Synergy, Cloudline, Edgeline, HPE Integrity Servers, NonStop, HPE Superdome, Apollo (High-Performance Computing), Simplivity (HyperConvergence)
- HPE Networking: Aruba Networks
- HPE Storage: HPE 3PAR, HPE STOREONCE, HPE STOREEVER, Nimble Storage, HP XP, HPE GreenLake Hybrid Cloud

## Segmentos operativos
- Intelligent Edge - 10.1% de los ingresos de 2018 - ofrece plataformas diseñadas para la seguridad de la red,
- TI híbrida (11.9% de los ingresos de 2018) ofrece plataformas diseñadas para servicios de informática, almacenamiento, redes y TI,
- Servicios Financieros - 7,8% de los ingresos de 2018 - ofrece estrategias de inversión para acelerar la transformación digital

## Adquisiciones
| Empresa adquirida                    | Fecha de adquisición    | Negocio                          | País        | Precio            |
| ------------------------------------ | ----------------------- | -------------------------------- | ----------- | ----------------- |
| Silicon Graphics International (SGI) | 1 de noviembre de 2016  | Hardware y software              | EE. UU.     | US$275 millones   |
| SimpliVity                           | 17 de enero de 2017     | Infraestructura hiperconvergente | EE. UU.     | US$650 millones   |
| Niara                                | 1 de febrero de 2017    | Seguridad de la red              | EE. UU.     | N/A               |
| Nimble Storage                       | 17 de abril de 2017     | Almacenamiento                   | EE. UU.     | US$1.200 millones |
| Cloud Technology Partners            | 5 de septiembre de 2017 | Servicios en la nube             | EE. UU.     | N/A               |
| Cape Networks                        | 27 de marzo de 2018     | Seguridad de la red              | Sudáfrica   | N/A               |
| RedPixie                             | 10 de abril de 2018     | Consultoría en la nube           | Reino Unido | N/A               |
| Plexxi                               | 15 de mayo de 2018      | Redes definidas por software     | EE. UU.     | N/A               |
| BlueData                             | 27 de noviembre de 2018 | Software                         | EE. UU.     | N/A               |
| Cray                                 | propuesto               | Hardware y software              | EE. UU.     | US$1.300 millones |